# Hypena khasiana
Hypena khasiana är en fjärilsart som beskrevs av Louis Beethoven Prout. Hypena khasiana ingår i släktet Hypena och familjen nattflyn. Inga underarter finns listade i Catalogue of Life.